# Le Voyage du père (roman)
 (mai 2010).
Si vous disposez d'ouvrages ou d'articles de référence ou si vous connaissez des sites web de qualité traitant du thème abordé ici, merci de compléter l'article en donnant les références utiles à sa vérifiabilité et en les liant à la section « Notes et références ».
Le Voyage du père est un roman de l'écrivain Bernard Clavel paru aux éditions Robert Laffont en 1965. Il a fait l'objet dès 1966 d'une adaptation au cinéma, sous le même titre, dans une réalisation de Denys de La Patellière, avec Fernandel dans le rôle principal.

## Présentation

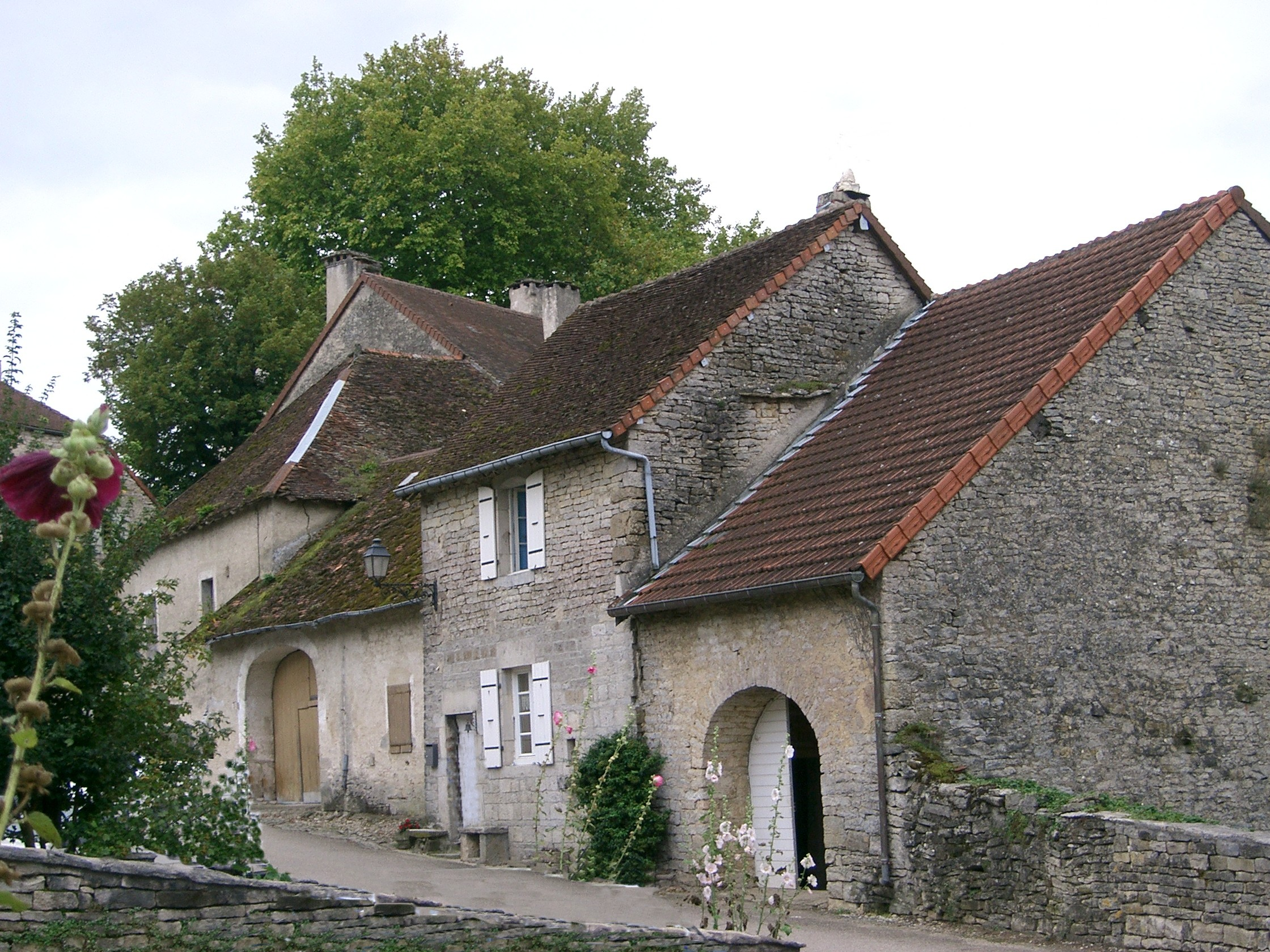
Ferme jurassienne

Le livre est ainsi dédicacé : « À Hans Balzer, frère miraculeusement retrouvé, en souvenir de Carcassonne 1942 et Weimar 1965.»
La clé de cette dédicace se trouve dans son livre de souvenirs Écrit sur la neige : lors d’un congrès en 1965, il rencontre cet Allemand avec qui il sympathise et qui s’avère être un des soldats allemands qui gardaient la prison de Carcassonne en 1942 où Bernard Clavel se trouvait également, avant d'intégrer un réseau de résistants dans le Jura.
L'action du roman se déroule à la fois sur les terres du pays natal de Bernard Clavel, le Jura, et plus précisément vers la ville de Lons-le-Saunier (ainsi que dans plusieurs autres de ses romans, comme Le Silence des armes) et dans la vallée du Rhône, et la ville de Lyon, décor d’autres romans comme La Révolte à deux sous ou L'homme du Labrador.

## Résumé
Quantin, un paysan jurassien, décide de partir à Lyon retrouver sa fille, Marie-Louise, partie travailler à la ville depuis deux ans, après que celle-ci a annoncé dans une lettre laconique ne pas pouvoir rentrer à la ferme familiale pour Noël.
Quantin, peu habitué à la vie citadine, cherche la piste de Marie-Louise dans les rues de Lyon. Au fil de son enquête, il découvre la vie de sa fille, très différente de celle qu'il imaginait.

## Les lieux

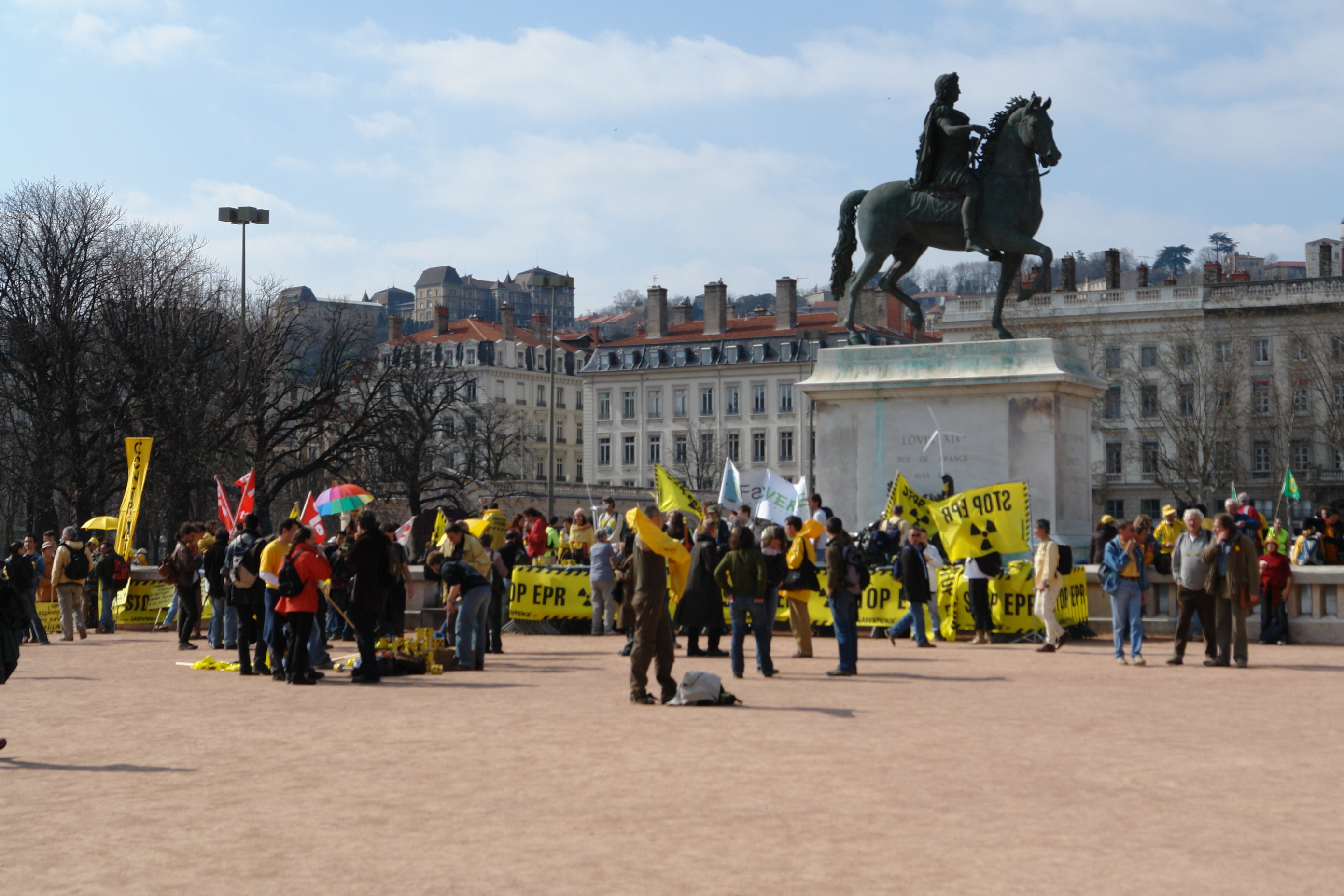
Place Bellecour
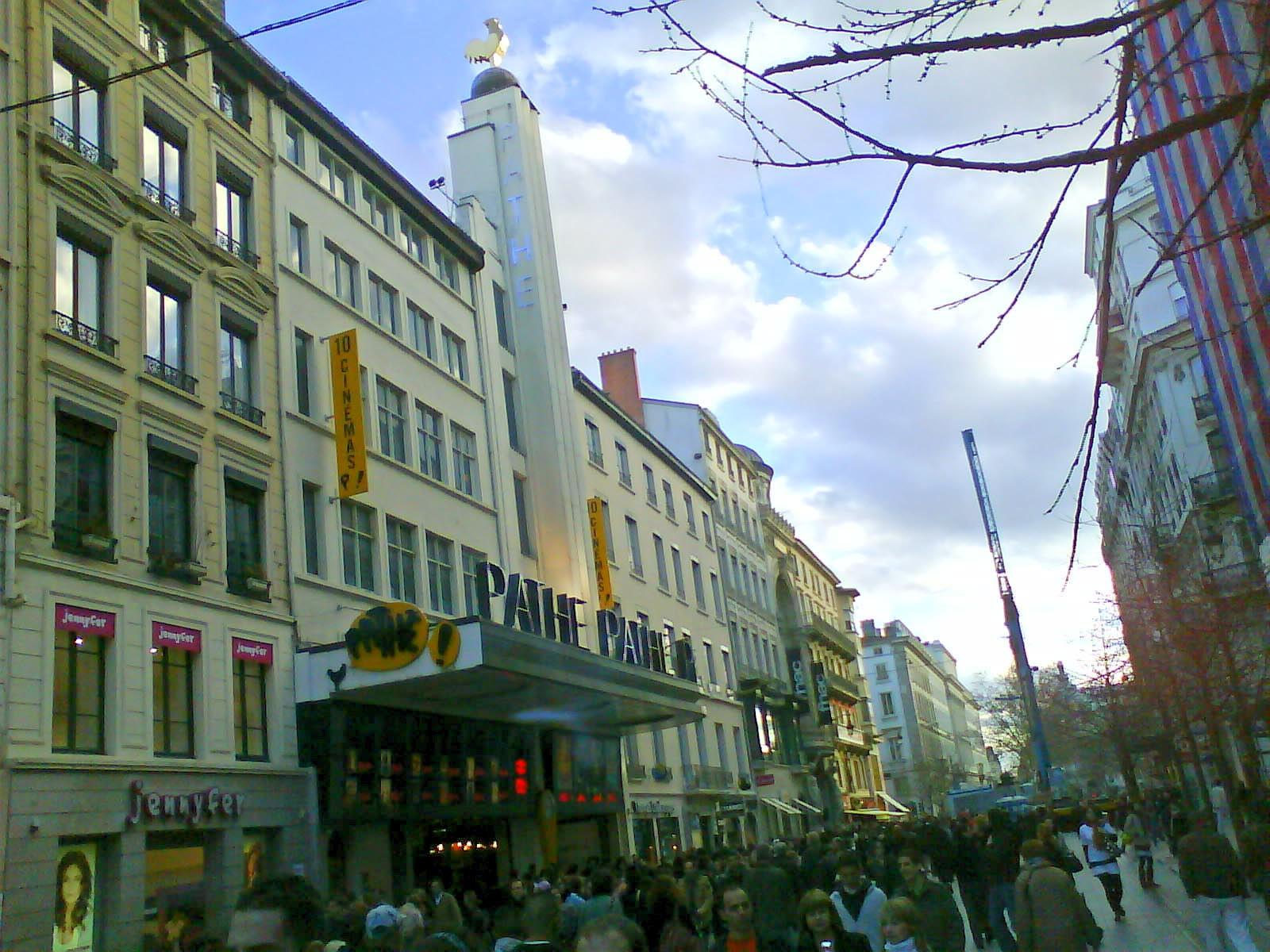
Rue de la république
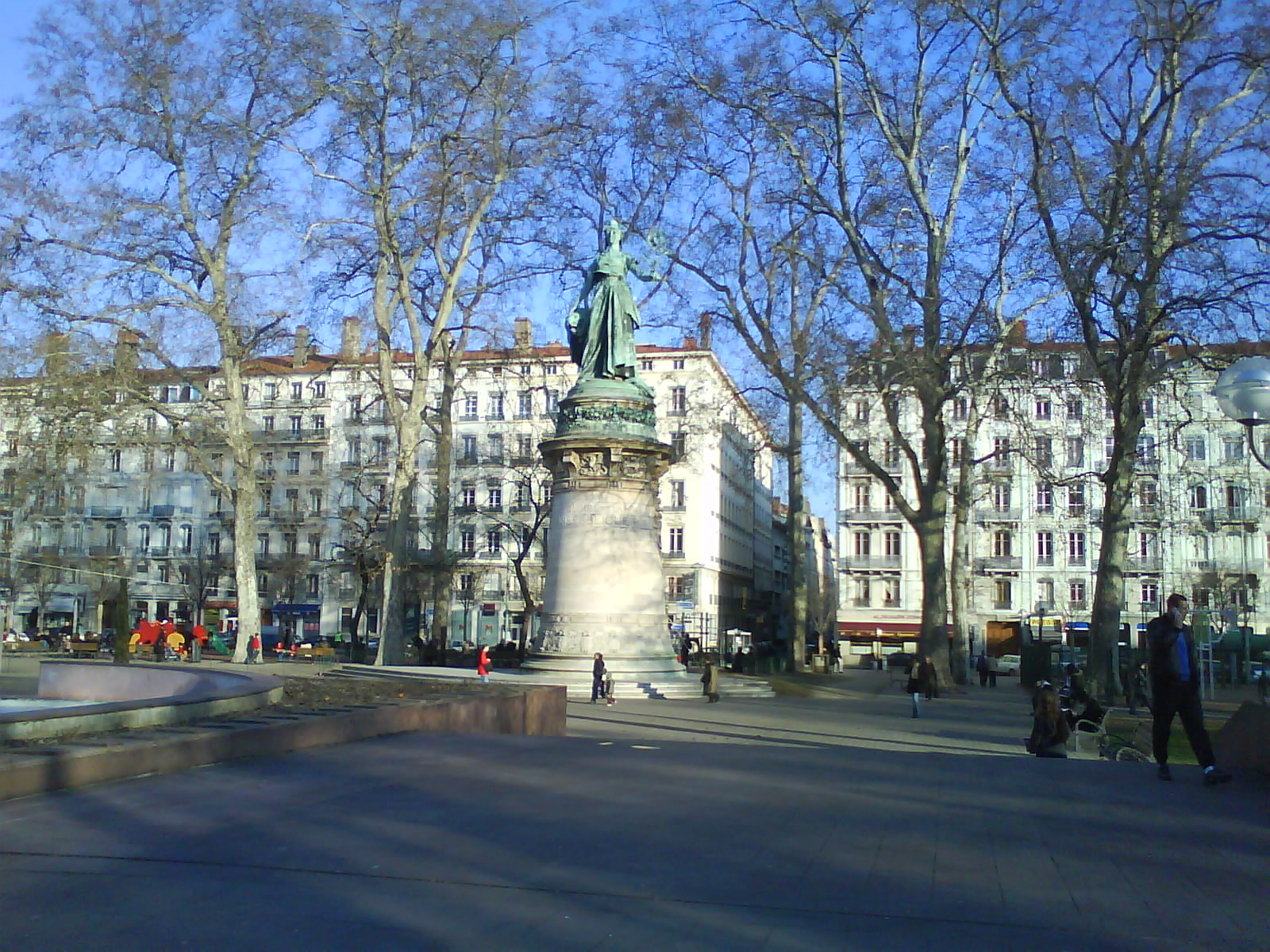
La place Carnot
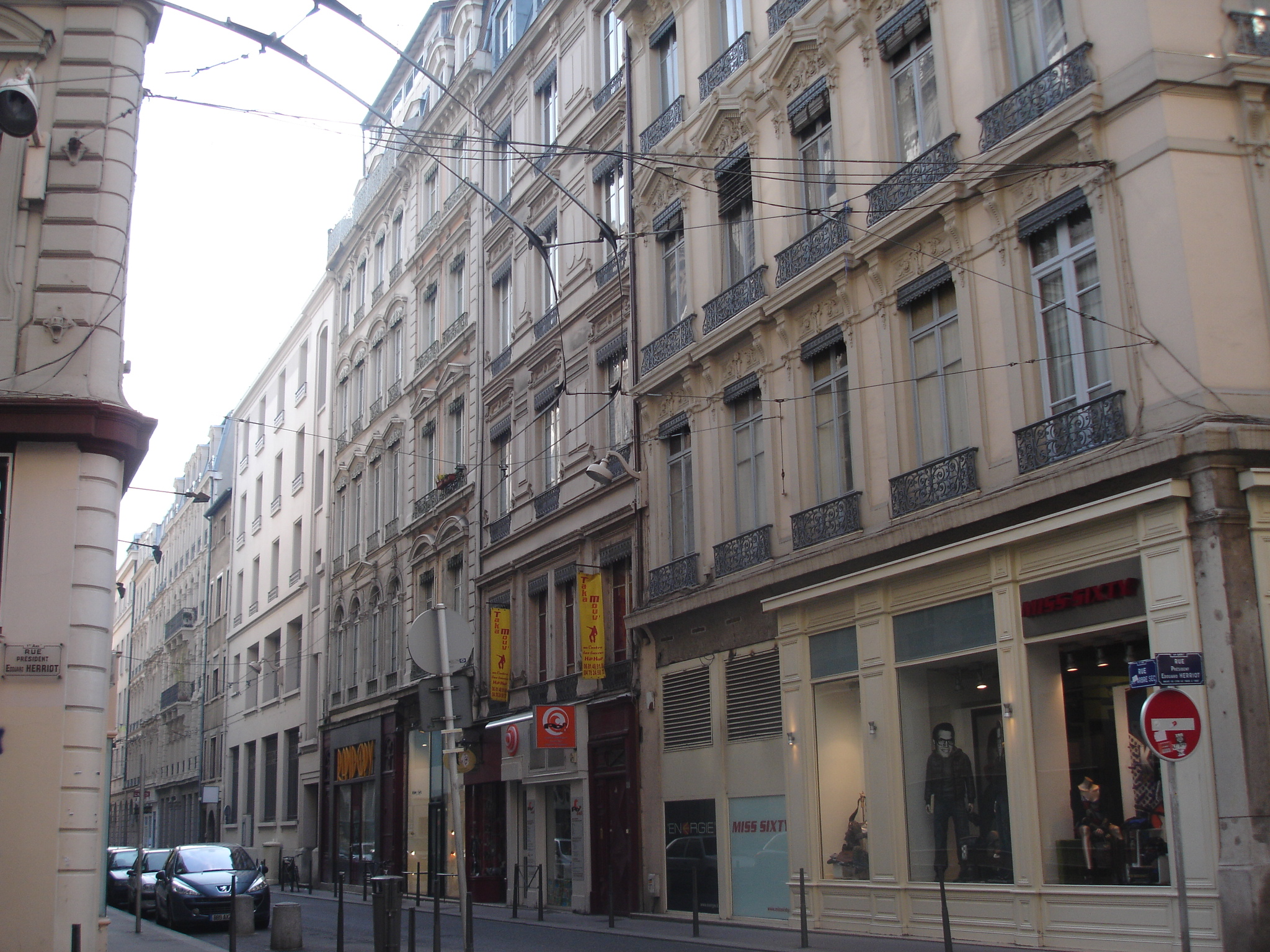
La rue de l'arbre sec
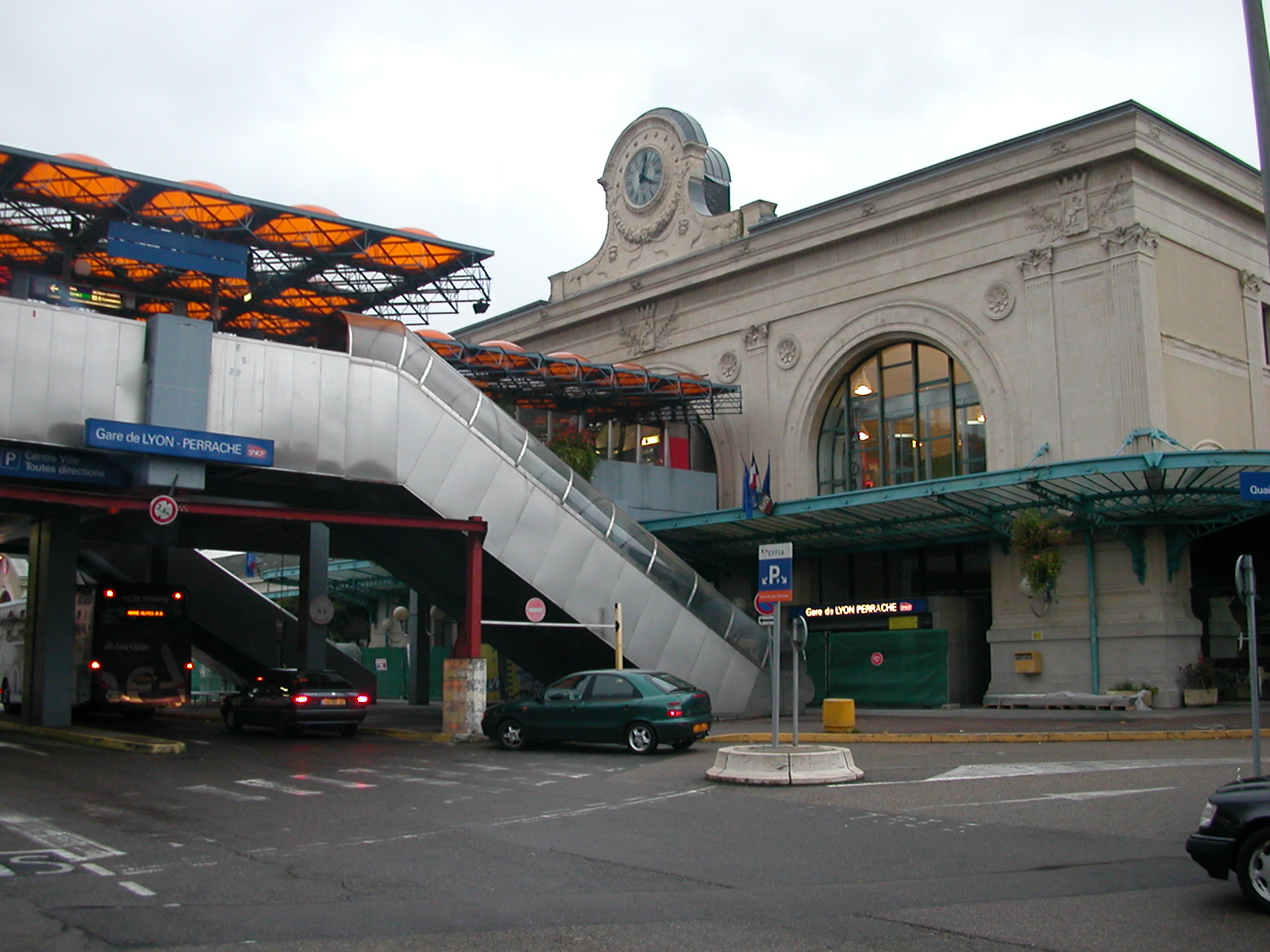
La gare de Perrache
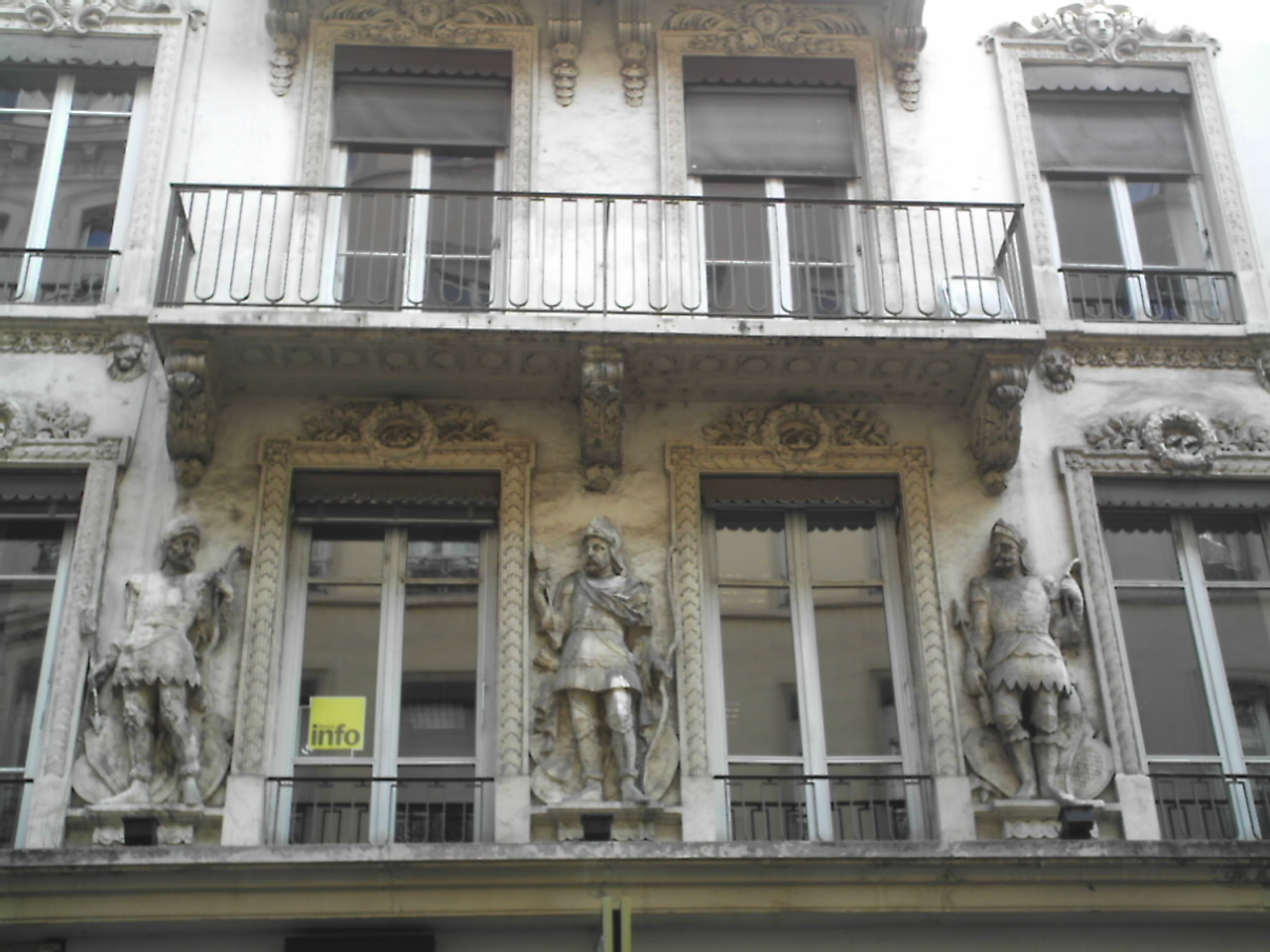
La rue des archers
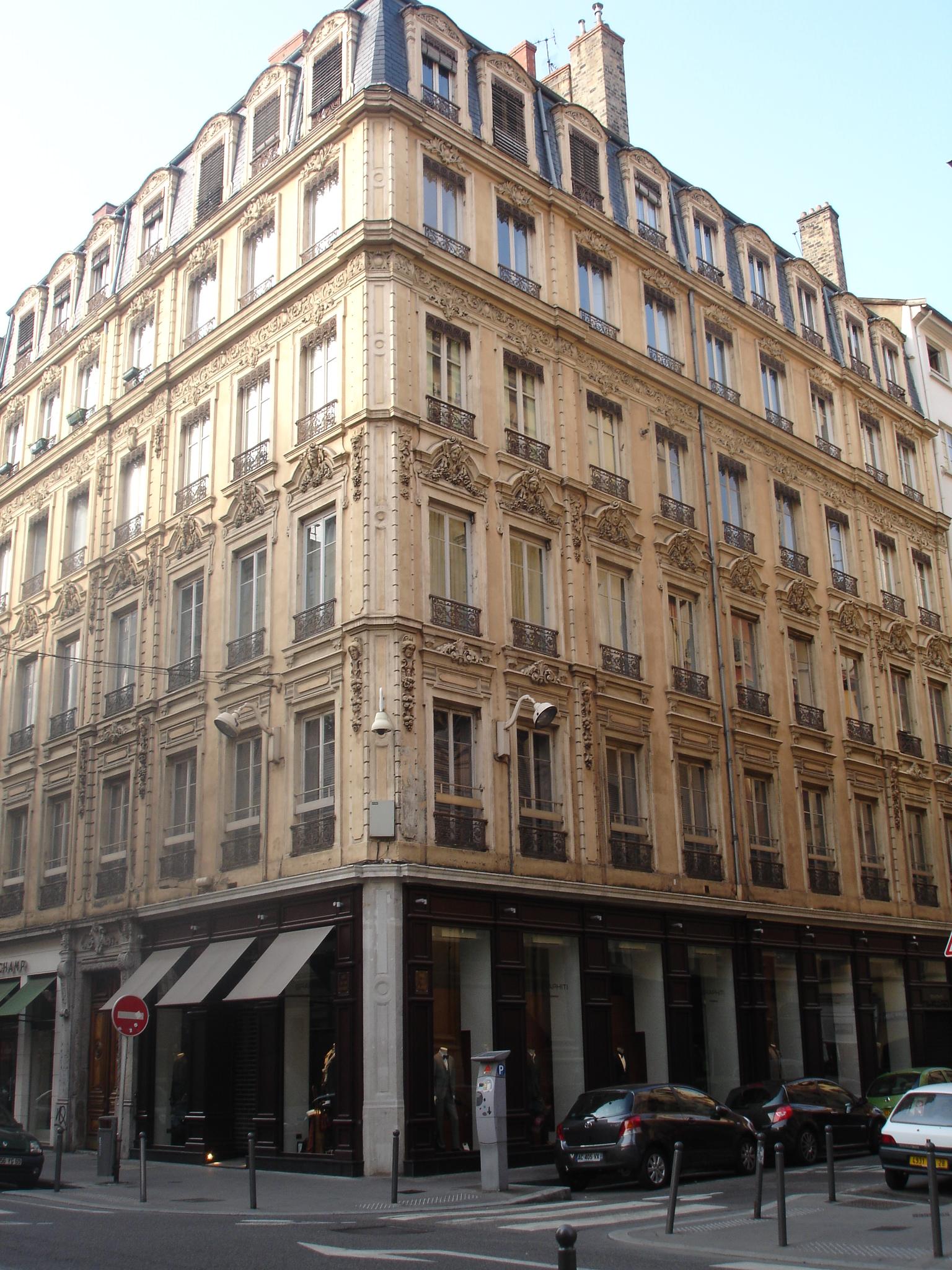
La Rue Édouard-Herriot